# 月光公主之調教受難
《月光公主之調教受難》是一套育成類型日本成人遊戲，由MAIKA公司開發，2004年4月9日發售。遊戲講述的是大陸1311年，女英雄蕾荻茜雅率領一群同樣是美貌漂亮的美少女，推翻了腐朽的傀卢王朝，建立了一個新國家。然而在這塊溫帝魯大陸中，還生活著一群幽靈魔法師，女性受其魔法影響，都會受其控制。

## 故事
大陸曆1311年，一位虽为女性之身，却身怀军政两面卓越才干的女英雄蕾荻茜雅，在其盟友·粲然轩昂，被人们以宝石为喻，外貌端丽动人的女将军们的协助下，推翻了腐败故国的傀卢王朝，建立了一个清新而前景明朗的新国家。可是，这群威严的霸王，高洁的圣骑士们有一个天生的，无法逃避的共同弱点——没错，她们都是女人。
而在这块温帝鲁大陆的历史阴影中，栖息着一群从事魔性的职业·调教师的“幽灵人群”。他们身份之古老能追溯到大陆形成的那一刻。传说中，其中将“技术”磨练到“高手之境”者，无论是多么贤淑高贵的妇人，也无论是对世事一无所知，清纯可爱的少女，都会在他们的魔技影响下，成为丑态毕露的奴隶。大陆的其他列强中，不知道是哪个跳跃思维超群的家伙提出：借这些调教师的手，让宝石骑士团堕落，以巩固自国的势力。反正这臭主意让他们一拍即合，并开始着手“工作”。就这样，魔性与官能快感的猎人的黑手，伸向了高贵的骑士们……。

## 人物介绍
艾露蒂米丝
女帝的心腹，该国公主。 
一眼看上去，是个连虫子都不敢杀，比蝴蝶和鲜花更温雅端庄的美人，其实她娇弱的外表下，包裹着让人胆寒的军政韬略才能。由于失去了青梅竹马的婚约者，因此精神上成了“未亡人”。
库里雅
以极端静霭，威风凛凛，硬质的美貌著称的女剑士。拥有一头在这世界非常罕见的鲜艳色调的藍色頭髮。虽然她本身并不讨厌男人，但生硬的性格让所有人都望而却步，非常“不幸”的女性。在圣宝石骑士团中处于中坚位置，其剑技之强让人无以挑剔。藏有对“主人”盲从的因子。
蕾法
拥有一头跟“紫水晶的骑士”名号相称的，天生的华丽紫色頭髮。她的男性经历要数起来，少少能达到3位数。跟靡乱的私生活相异，她不仅具有超人的战斗指挥能力，而且数字处理能力也少人能及。
丽塔
在王宫里工作的使女。被调教师们看上，调教之后作为让宝石骑士们堕落的道具。一眼上去，给人天真无邪的印象。
玛亚
眼睑低垂，怎么看都是个楚楚动人的美女。在特A级调教师中，是由如教主般的存在。尤其擅长“防尿调教术”，其绝技在经验稀少的少女身上，能发挥出绝大的效果。本作中，她也要凭恐怖的魔技，诱引圣骑士们步入变态色情的沼泽。

## 製作人員
- 原畫：たいらはじめ[2]
- 劇本：実験機八号
- 發行：MAIKA

## 外部連結
- 遊戲官方網站 （页面存档备份，存于）（日語）